# Základní škola V Rybníčkách
Základní škola V Rybníčkách je základní škola nacházející se v lokalitě V Rybníčkách ve Strašnicích v Praze 10. Jedná se o fakultní školu Pedagogické fakulty UK.  

## Historie

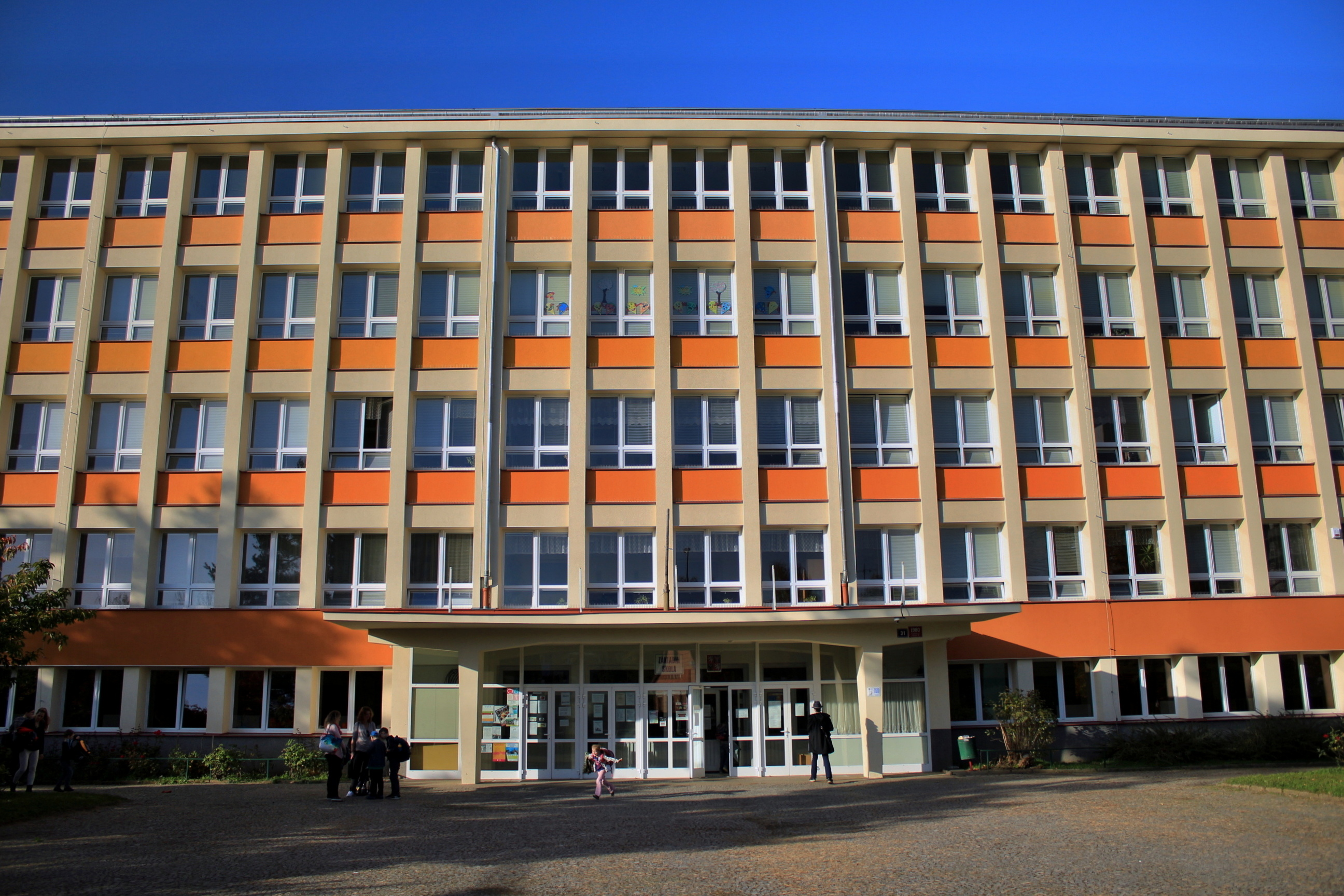
ZŠ V Rybníčkách má vlastní wiki-QR kód

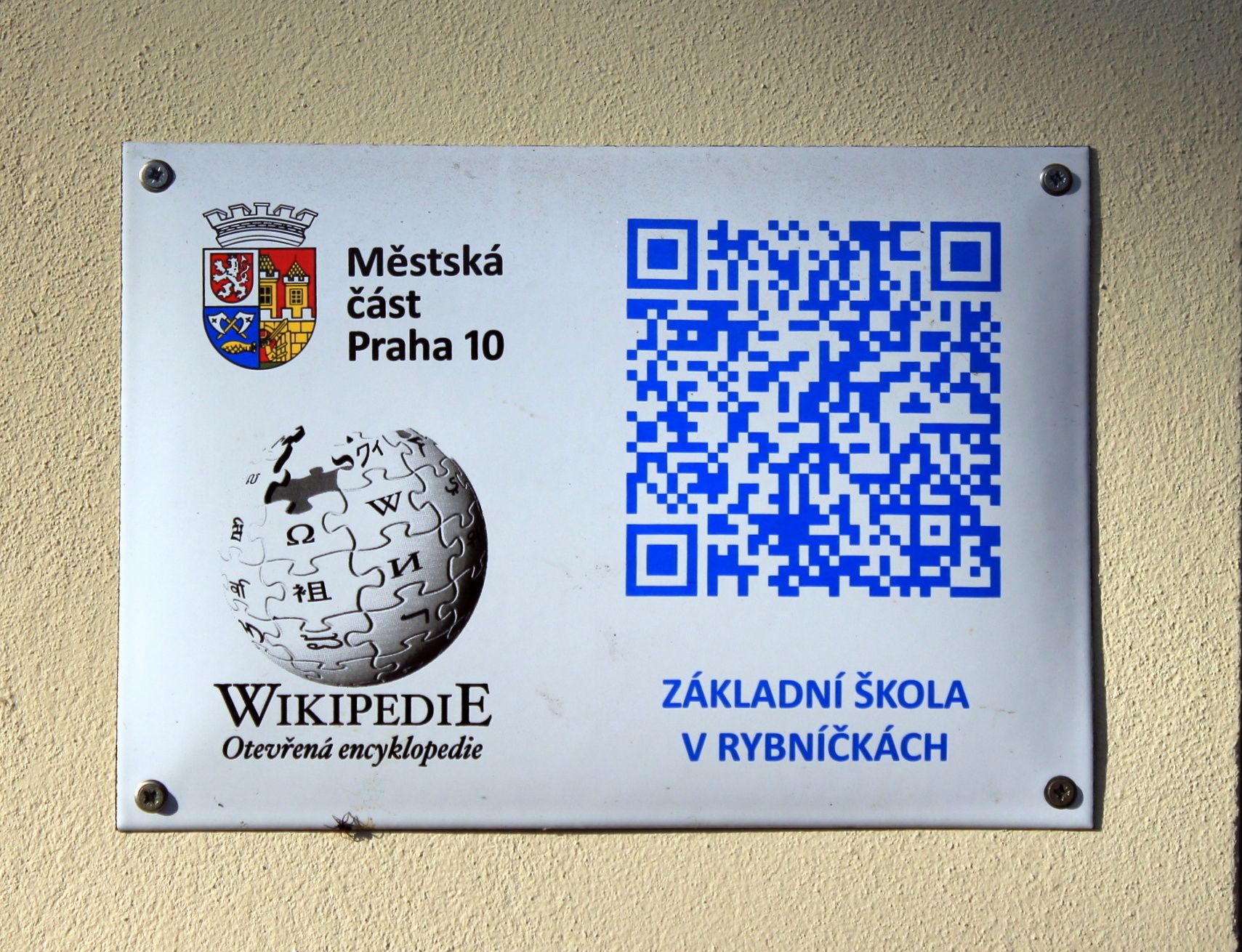
ZŠ V Rybníčkách má vlastní wiki-QR kód

Provoz školy V Rybníčkách pro výuku přibližně pro 600 žáků byl zahájen v roce 1961.
Škola je jednou z fakultních škol Pedagogické fakulty Univerzity Karlovy, což se projevuje nejen praxemi studentů a snahou o zapojování absolventů, ale také aktivní účastí na výzkumných projektech věnovaných výuce a vzdělávání.
Žáci školy jsou zastoupeni ve školním parlamentu a vydávají vlastní žákovský časopis Rybí zpravodaj.
Škola má vlastní školní hřiště a tělocvičnu. Je zde vlastní školní jídelna a družinový provoz, škola také nabízí službu školního psychologa.

## Okolní objekty
- Před vstupní částí školy se nachází plastika Rychlost sochaře Jiřího Nováka
- Budova Českého statistického úřadu
- Skalka (stanice metra)
- Základní škola Gutova